# Празян, Геворг
Гево́рг Празя́н (арм. Գևորգ Պրազյան; 24 июля 1989, Ереван, Армянская ССР, СССР) — армянский футболист, вратарь.

## Карьера игрока

### Арарат (Ереван)
Геворг Празян является воспитанником ереванского «Арарата». С юношеских лет выступал за родной клуб. С 2004 года защищал цвета второй команды. Двумя годами спустя стал привлекаться в ряды юношеской сборной в которой провёл 7 матчей. С 2008 года являлся главным стражем «Арарата». До 2009 года являлся игроком юношеской сборной, в настоящее время призывается в ряды молодёжки. В составе «Арарата» становился серебряным призёром чемпионата Армении и обладателем кубка в 2008 году. В 2009 году «Арарат» полностью провалил сезон, следствием чего стал вылет в Первую лигу, куда вместе с командой отправился и Празян. Празян в этом сезоне являясь дисквалифицированным был выпущен тренером в матче 12-го тура в игре против «Бананца». Ложкой дёгтя в этой ситуации стал выигрыш Суперкубка Армении в августе в игре против чемпиона «Пюника» — 2:1, проигрывая по ходу матча 0:1. Сезон в Первой лиге команда начала бодро, Празян вышел на поле в первых 3 турах, а после больше не появлялся в расположении клуба. Стоит отметит, что на тот момент Празян был связан с «Араратом» двухлетним контрактом.

### Импульс
В период летнего трансферного окна, Празян перешёл в дилижанский «Импульс». Не имея игровой практики в течение 5 месяцев Празян уже в первой же игре был включён в состав на матч против гюмрийского «Ширака». Всего же за сезон сыграл в 5 матчах. Клуб не предоставлял должной игровой практики, вследствие чего, Празяну удалось сыграть только в 2 матчах чемпионата в первых двух кругах. После чего принял решение покинуть клуб.

### Гандзасар
Из-за ухода из «Импульса» почти на месяц выбыл из тренировочного процесса. В конце июля поступила информация о переговорах Празяна с капанским «Гандзасаром». В конечном счёте состоялся официальный приход игрока в клуб, за который был заявлен на матч в Кубке Армении 2011/12. На поле Празян не вышел, поскольку в команде, на тот момент, выступал основной вратарь — Леван Бубутеишвили. С принятым, в зимнее межсезонье 2011/12, законом в ФФА о запрете выступлений за армянские клубы вратарей-легионеров, клубу пришлось расстаться с основным вратарём.

## Достижения

### Командные достижения
«Арарат» (Ереван)
- Серебряный призёр Чемпионата Армении: 2008
- Обладатель Кубка Армении: 2008
- Финалист Кубка Армении: 2007
- Обладатель Суперкубка Армении: 2009

## Статистика выступлений
Данные на 23 июня 2012 года
| Клуб             | Сезон            | Чемпионат | Чемпионат | Кубки | Кубки | Еврокубки | Еврокубки | Всего | Всего |
| Клуб             | Сезон            | Матчи     | Голы      | Матчи | Голы  | Матчи     | Голы      | Матчи | Голы  |
| ---------------- | ---------------- | --------- | --------- | ----- | ----- | --------- | --------- | ----- | ----- |
| Арарат (Ереван)  | 2007             | 1         | -?        | 0     | 0     | 0         | 0         | 1     | 0     |
| Арарат (Ереван)  | 2008             | 15        | -?        | 2     | -?    | 2         | -?        | 19    | -?    |
| Арарат (Ереван)  | 2009             | 22        | -?        | 1     | -?    | 0         | 0         | 23    | -?    |
| Арарат (Ереван)  | 2010             | 3         | -?        | 0     | 0     | 0         | 0         | 3     | -?    |
| Всего            | Всего            | 41        | -?        | 3     | -?    | 2         | -?        | 46    | -?    |
| Импульс          | 2010             | 5         | -4        | 0     | 0     | 0         | 0         | 5     | -4    |
| Импульс          | 2011             | 2         | -3        | 0     | 0     | 0         | 0         | 2     | -3    |
| Всего            | Всего            | 7         | −7        | 0     | 0     | 0         | 0         | 7     | −7    |
| Гандзасар        | 2012/13          | 13        | -10       | 0     | 0     | 0         | 0         | 13    | -10   |
| Всего            | Всего            | 13        | −10       | 0     | 0     | 0         | 0         | 13    | −10   |
| Всего за карьеру | Всего за карьеру | 61        | -?        | 3     | -?    | 2         | -?        | 66    | -?    |